# Middle Stone Age
De Middle Stone Age (MSA) is een periode van Afrikaanse prehistorie, die ongeveer 300.000 jaar geleden begon aan het einde van de Early Stone Age en eindigde rond 50 tot 25.000 jaar geleden met het begin van de Later Stone Age. Deze periode wordt beschouwd als het Afrikaanse equivalent van het Europese Midden-paleolithicum. Uit de tijd van het ontstaan van de MSA-cultuur komen ook de fossielen met typische kenmerken van de vroege moderne mens.

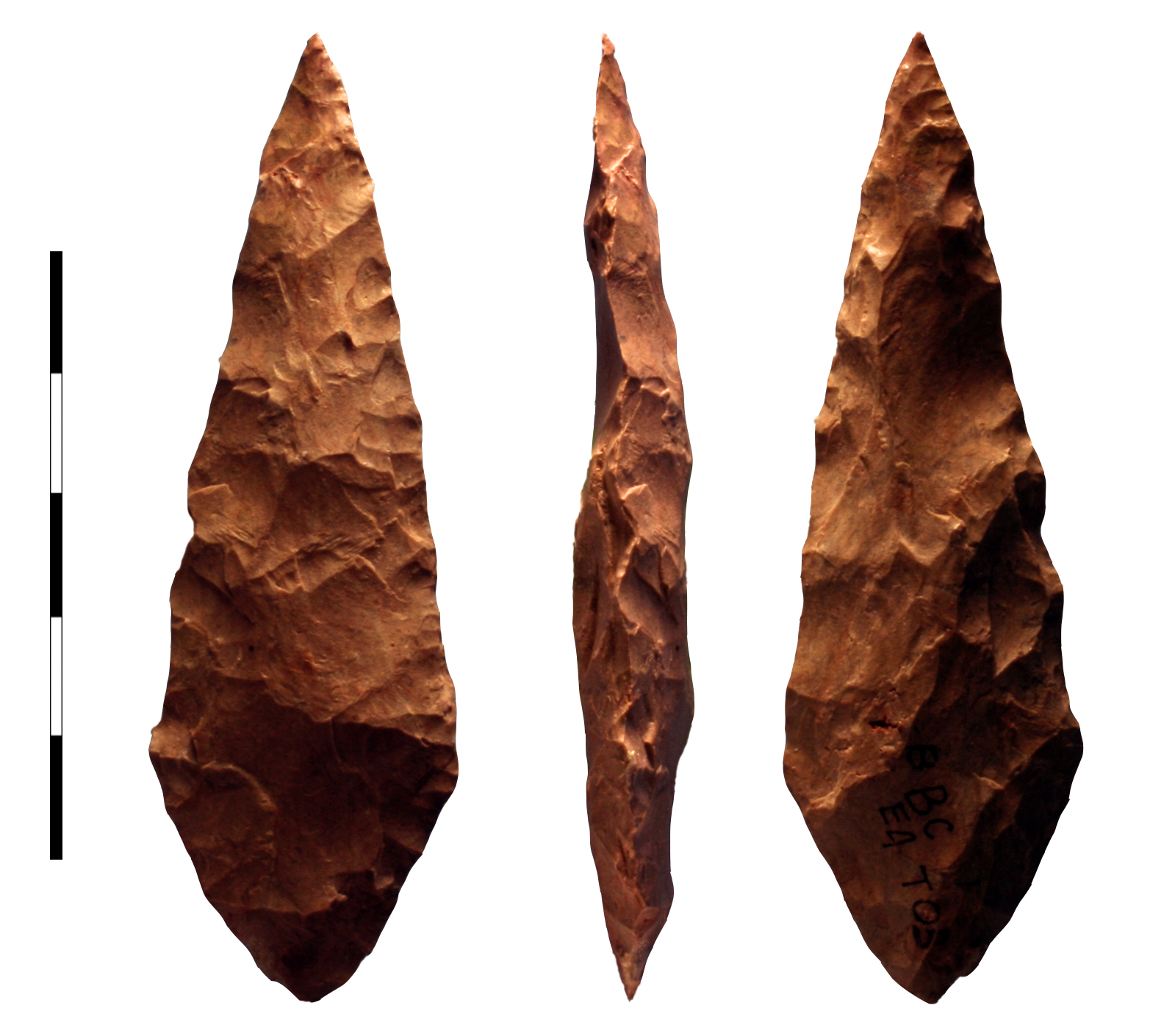
tweezijdige bladpunt van de Blombosgrot, Zuid-Afrika

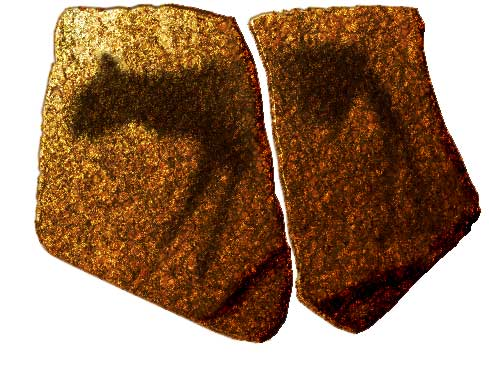
Tekening op een steen gevonden in de Apollo 11-grot, Namibia, 27.500-25.500 BP

## Cultuur en gedrag

### Technologie: Werktuigen e.d.
Er zijn verschillende regionale assemblages in Afrika die gerekend worden tot de MSA-cultuur. Daartoe behoort het Atérien in het Atlasgebergte van Marokko en Algerije. Er zijn ook MSA-artefacten aangetroffen in Zaïre (Congo) (Lupemban) en Zimbabwe (Bambatan). In Zuid-Afrika worden de Pietersburg- en Howeson's Poort-industrieën tot deze cultuur gerekend.
Het wordt gekenmerkt door tweezijdig bewerkte stenen punten, die soms versierd zijn. De werktuigen van de Howensons Poort-industrie waren vrij geavanceerd en komen overeen met voorwerpen, die in het vroege begin van het Laat-paleolithicum in het Nabije Oosten werden gemaakt. Zo hebben archeologen messen aangetroffen, waarvan de handrug glad was gemaakt.
Ook werktuigen van been zijn in het MSA aangetroffen, met als hoogtepunt de fraaie harpoenpunten uit Congo (ca. 80.000 jaar oud). Ook de afstanden (tot meer dan 100 km) waarover materiaal vervoerd wordt in het MSA zijn nauwelijks anders dan in het Midden-Paleolithicum.
In MSA-vindplaatsen zijn ook bewijzen voor tentachtige constructies gevonden: paalgaten, greppeltjes en zelfs mysterieuze stapels stenen.

### Cultuur
Behalve de kralen en de okerkrassen uit Zuid-Afrika komen sieraden en kunstvoorwerpen weinig voor in het MSA. Wel is er een overvloedig gebruik van oker, al dan niet in potloodvorm, wat volgens McBrearty en Brooks wijst op lichaamsversiering.
In de Blombosgrot (Zuid-Afrika) en de Apollo 11-grot in Namibië, hebben onderzoekers naast werktuigen ook sieraden en met tekeningen versierde stenen aangetroffen. Voor het maken van werktuigen, zoals messen, speer- en pijlpunten, maakten de vroege anatomisch moderne mensen niet alleen gebruik van steen, maar ook van beenderen en wellicht ook hout. Ook oker is in grote hoeveelheden in de Blombosgrot aangetroffen. Oker heeft geen praktisch nut. Het dient alleen als kleurstof voor rituele, ceremoniële handelingen en voor het decoreren van voorwerpen.

### Leefwijze
In de Klasies River-grotten in Zuid-Afrika hebben archeologen vele sporen aangetroffen, die een beeld geven van de leefwijze van de MSA-mensen. De Klasies River mensen aten schelpdieren, antilopen, zeehonden, pinguïns, en plantaardig voedsel. In haarden werd het voedsel geroosterd. De grotten werden niet permanent bewoond. Ze bleven slechts een paar weken, waarna ze blijkbaar hun primaire voedselbron het wild volgden.
Naast onder andere stenen werktuigen en botresten hebben de onderzoekers aanwijzingen voor kannibalisme aangetroffen: Tussen de voedselresten troffen de onderzoekers menselijke overblijfselen aan. Op menselijke beenderen werden snijtekens gevonden. De onderzoekers groeven ook door vuur zwartgeblakerde schedels op.
De mensen van de MSA-cultuur laten een levenswijze en gedrag zien, die "modern" aandoen.

## Buiten Afrika
Rond 125.000-100.000 jaar geleden vond een migratie van vroege moderne mensen vanuit Oost-Afrika via de Straat van Hormuz en het zuiden van het Arabisch Schiereiland naar het zuiden  van Eurazië plaats. Omstreeks 50.000 v.Chr. had de moderne mens de neanderthaler in het Midden-Oosten verdrongen. In Europa en West-Azië ontstonden samenlevingen van mensen met culturele uitingen van vergelijkbaar hoogstaand niveau.

## Afbeeldingen

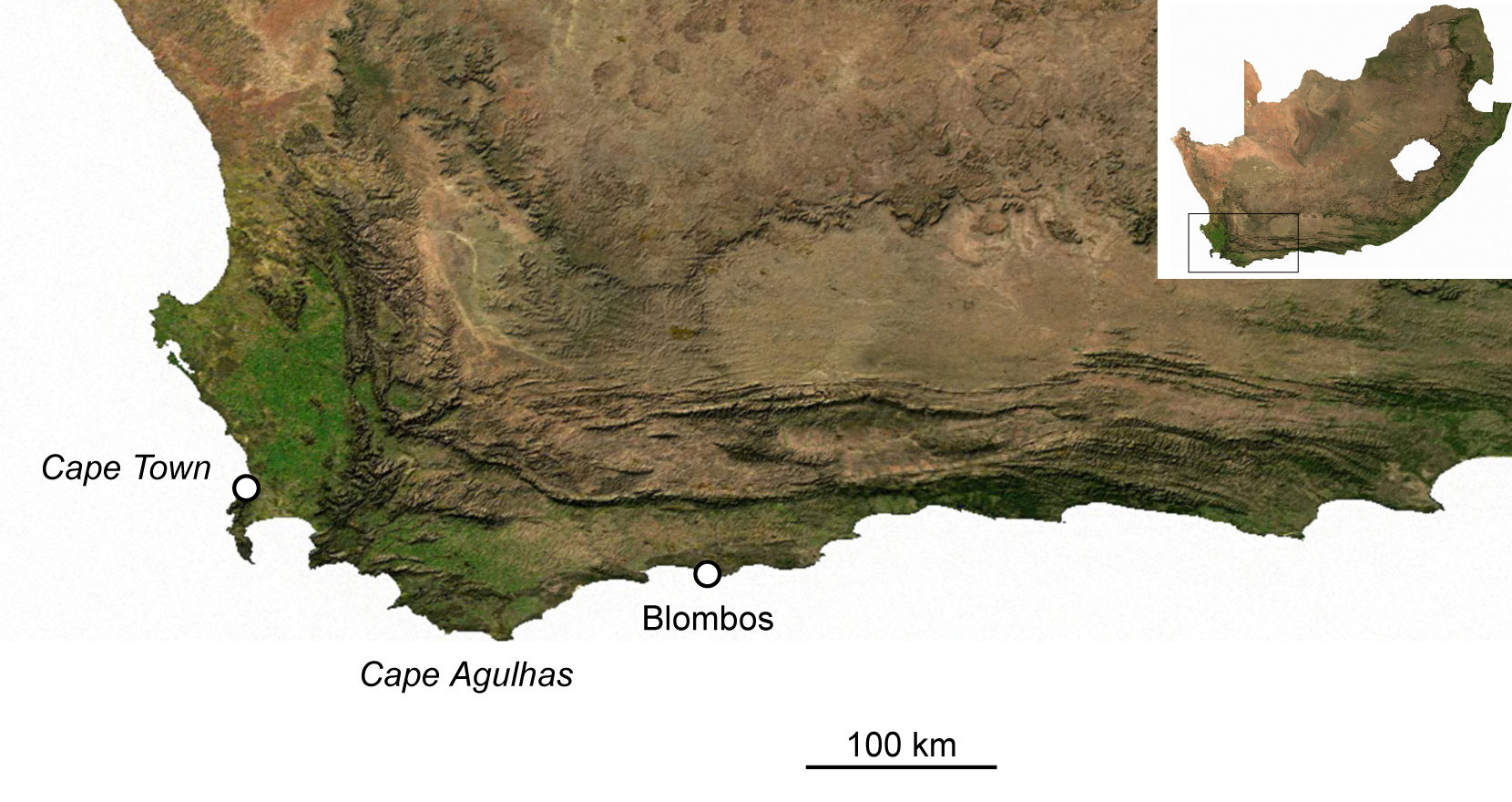
Ligging van de Blombos-grot in Zuid-Afrika.
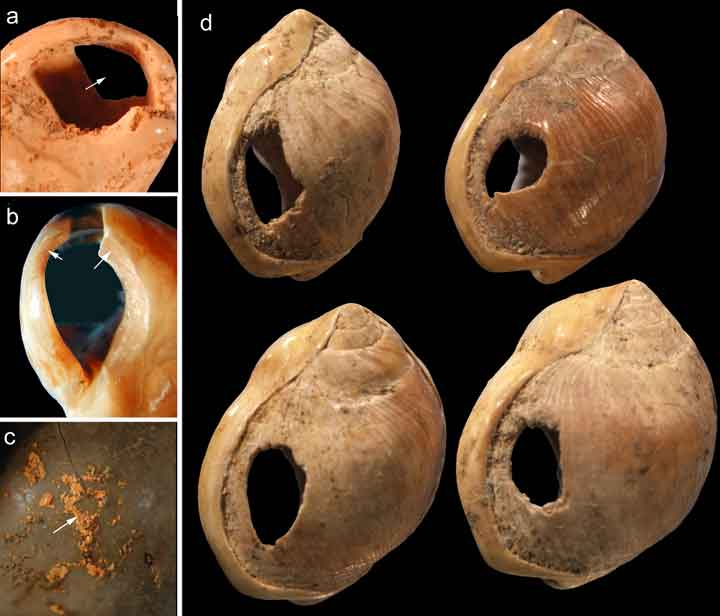
Schelpen gevonden in de Blombos-grot, Zuid-Afrika. In de schelpen zijn gaten geboord of gesneden. Wellicht dienden ze als halssieraad.
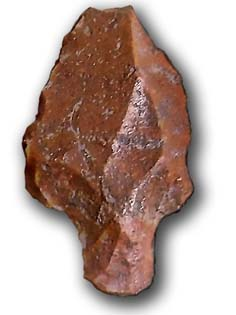
Atériense-punt uit Noord-Afrika